# Willy Liebel
Willy Liebel, född den 31 augusti 1897 i Nürnberg, död den 20 april 1945 i Nürnberg, var en tysk politiker och Obergruppenführer i SA. Han var 1933–1945 överborgmästare i Nürnberg.

## Biografi
Liebel deltog aktivt i deportationen av judar från Nürnberg till olika koncentrationsläger. 
Under slaget om Nürnberg i april 1945 befann sig bland andra Liebel och Frankens Gauleiter Karl Holz i Palmenhofbunker i sydvästra Nürnberg. Det antas att Holz först sköt Liebel och sedan sig själv.